# Marcel Rüedi
Marcel Rüedi (1. listopadu 1938 – 25. září 1986) byl švýcarský horolezec. Mezi roky 1980 a 1986 dokázal zdolat deset vrcholů vyšších než 8000 metrů. Při sestupu z posledního z nich - Makalu však zemřel. Narodil se ve městě Winterthur v kantonu Curych. Nikdy se nestal profesionálním horolezcem, ale vykonával svou původní profesi řezníka. Svou první osmitisícovku Dhaulágirí zdolal v roce 1980, když mu bylo už 42 let. Roku 1981 dokázal vylézt severní stěnu Eigeru novou cestou. O dva roky později dokázal vystoupit s Erhardem Loretanem během dvou týdnů na tři osmitisícovky – Gašerbrum I, Gašerbrum II a Broad Peak. Roku 1985 pak s Norbertem Joosem vystoupil na K2. O rok později zemřel na Makalu při sestupu ve výšce asi 7400 metrů vyčerpáním.

## Úspěšné výstupy na osmitisícovky
- 1980 Dhaulágirí (8167 m)
- 1983 Gašerbrum II (8035 m)
- 1983 Gašerbrum I (8068 m)
- 1983 Broad Peak (8047 m)
- 1984 Manáslu (8163 m)
- 1984 Nanga Parbat (8125 m)
- 1985 K2 (8611 m)
- 1985 Šiša Pangma (8013 m)
- 1986 Čo Oju (8201 m)
- 1986 Makalu (8465 m) - zemřel při sestupu